# Tonkaephora
Tonkaephora is een geslacht van halfvleugeligen uit de familie Aphrophoridae. De wetenschappelijke naam van dit geslacht is voor het eerst geldig gepubliceerd in 1942 door Matsumura.

## Soorten
Het geslacht Tonkaephora omvat de volgende soorten:
- Tonkaephora nigriventralis Matsumura, 1942
- Tonkaephora oshodenella Matsumura, 1942
- Tonkaephora tonkana Matsumura, 1942